# لوچک
لوچک (به لاتین: Luchek) یک منطقهٔ مسکونی در روسیه است که در داغستان واقع شده‌است.